# Doridoidea
Doridoidea (previamente conocida como taxon Cryptobranchia) es una superfamilia de babosas de mar de tamaño medio a grande,  sin concha, molusco gasterópodo perteneciente a la familia Cadlinidae incluida en Nudibranchia. 

## Etimología
"Doridoidea" viene de los nombres genéricos de Doris, que fue a su vez copiado del nombre de la ninfa del mar, Doris, en la mitología griega.

## Familias
Según (Bouchet & Rocroi, 2005),  Doridoidea incluye:
- Actinocyclidae O'Donoghue, 1929
- Chromodorididae Bergh, 1891
- Discodorididae Bergh, 1891
- Dorididae Rafinesque, 1815

### Cambios de 2005
La familia Cadlinidae Bergh , 1891 era considerada un sinónimo de Chromodorididae. La investigación realizada por R.F.Johnson en 2011 ha demostrado que Cadlina no pertenece a la familia Chromodorididae. Por consiguiente, ha devuelto el nombre Cadlinidae de sinonimia con Chromodorididae. Los nudibranquios  sin Cadlina ahora son monofiléticos y pueden llegar a ser un posible hermano de Actinocyclidae.

### Familias reorganizadas
- Actinocyclidae O'Donoghue, 1929
- Cadlinidae  Bergh, 1891
- Chromodorididae  Bergh, 1891
- Discodorididae  Bergh, 1891
- Dorididae  Rafinesque, 1815

## Sinonimia

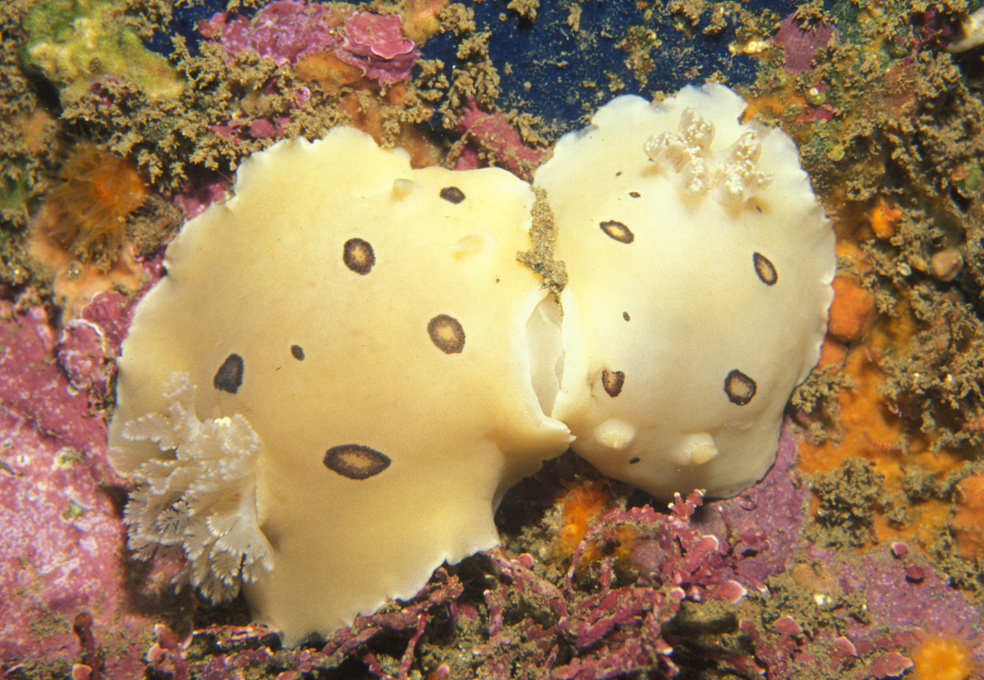
Dos cryptobranchs: un par de Diaulula sandiegensis apareándose.

Las siguientes familias son consideras sinónimos. Pero aún pueden encontrarse sus nombres en muchas publicaciones:
- Aldisidae Odhner, 1939 - synonym of Cadlinidae
- Archidorididae Bergh, 1891 - synonym of Dorididae
- Asteronotidae Thiele, 1931 - synonym of Discodorididae
- Baptodorididae Odhner, 1926 - synonym of Discodorididae
- Conualeviidae Collier & Farmer, 1964 - synonym of Dorididae
- Geitodorididae Odhner, 1968 - synonym of Discodorididae
- Halgerdidae Odhner, 1926 - synonym of Discodorididae
- Homoiodorididae  Bergh, 1882 -synonym of Dorididae and Dendrodorididae
- Kentrodorididae  Bergh, 1891 - synonym of Discodorididae
- Platydorididae  Bergh, 1891 - synonym of Discodorididae
- Rostangidae  Pruvot-Fol, 1951 - synonym of Discodorididae

Los cryptobranchs incluyen los siguientes géneros que se consideran válidos:
- Doris Linnaeus, 1758
- Asteronotus Ehrenberg, 1831
- Atagema  J. E. Gray, 1850
- Jorunna Bergh, 1876
- Discodoris Bergh, 1877
- Platydoris Bergh, 1877
- Thordisa Bergh, 1877
- Diaulula  Bergh, 1878
- Aldisa Bergh, 1878
- Rostanga Bergh, 1879*
- Aphelodoris  Bergh, 1879
- Halgerda Bergh, 1880
- Peltodoris Bergh, 1880
- Hoplodoris Bergh, 1880
- Paradoris Bergh, 1884
- Baptodoris  Bergh, 1884
- Geitodoris Bergh, 1891
- Gargamella Bergh, 1894
- Alloiodoris Bergh, 1904
- Sclerodoris Eliot, 1904
- Otinodoris  White, 1948
- Taringa Er. Marcus, 1955
- Sebadoris Er. Marcus & Ev. Marcus, 1960
- Conualevia Collier & Farmer, 1964
- Thorybopus Bouchet, 1977
- Goslineria Valdés, 2001
- Pharodoris  Valdés, 2001
- Nophodoris Valdés & Gosliner, 2001.